# الكسندر فولتون
الكسندر فولتون (بالإنجليزية: Alexander Fulton)‏ هو تاجر وسياسي أمريكي، ولد في 1750 في واشنطن في الولايات المتحدة، وتوفي في 1818 في الإسكندرية في الولايات المتحدة.